# Eugene Allen

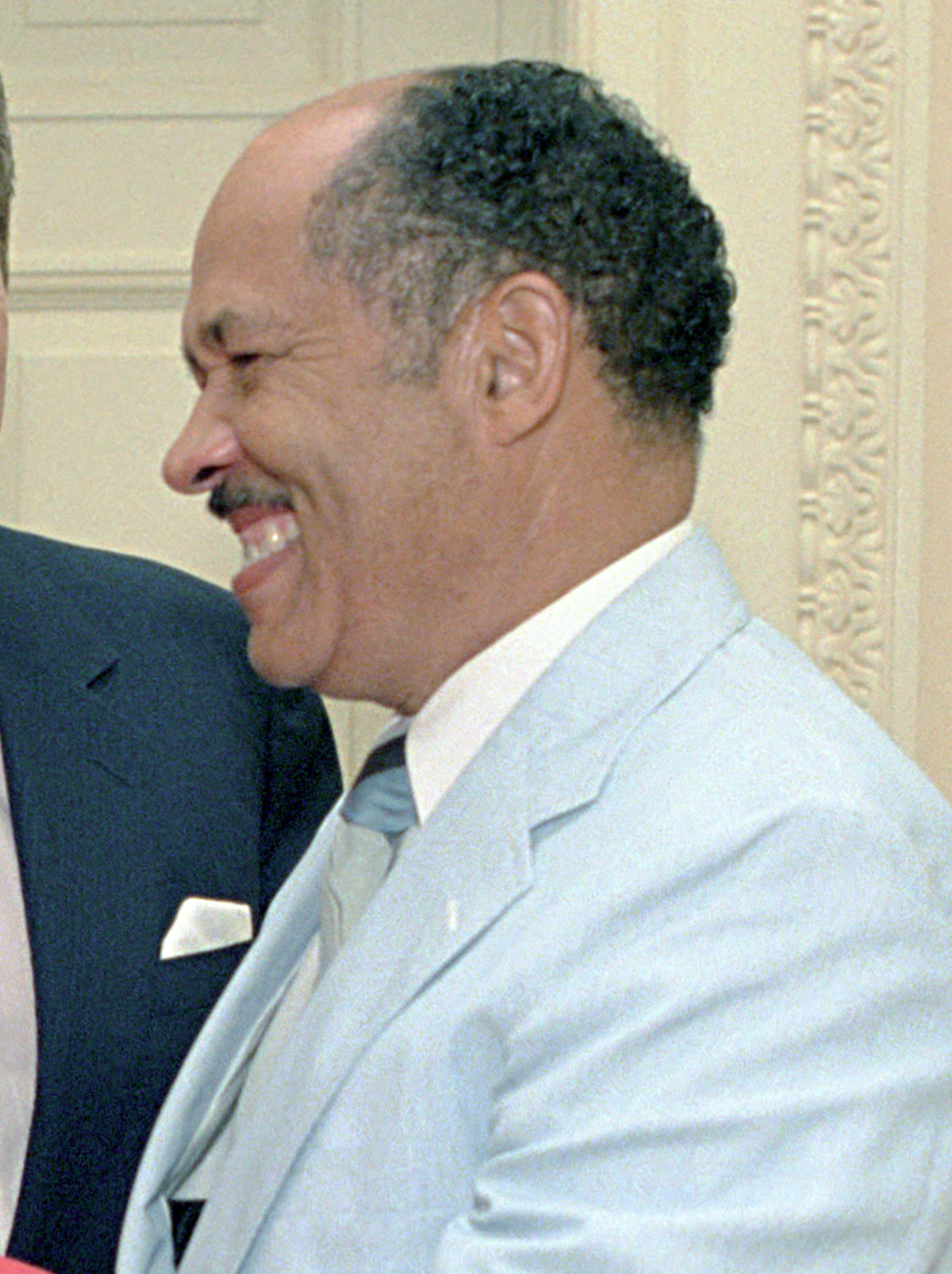
Eugene Allen in 1987

Eugene Allen (Scottsville, 14 juli 1919 - Takoma Park, 31 maart 2010) was een personeelslid in het Witte Huis, de ambtswoning van de president van de Verenigde Staten.

## Butler
De Afro-Amerikaanse Allen betrad het Witte Huis voor het eerst in 1952 voor een functie in de keuken, nog tijdens de ambtsperiode van Harry S. Truman. Hij ging met pensioen in 1986 als de head butler, de hoogste rang binnen het huishoudelijk personeel. Gedurende die 34 jaar was hij in dienst bij acht opeenvolgende presidenten: de genoemde Harry Truman, Dwight D. Eisenhower, John F. Kennedy, Lyndon B. Johnson, Richard Nixon, Gerald Ford, Jimmy Carter en Ronald Reagan. Allen overleed in 2010 na een huwelijk van 65 jaar met Helene Allen, bij wie hij een zoon had.
Zijn opmerkelijke leven vormde in 2013 de inspiratie voor de film The Butler van Lee Daniels, naar een scenario van Danny Strong. De hoofdrol wordt vertolkt door Forest Whitaker, in de film Cecil Gaines genaamd. Zijn echtgenote wordt gespeeld door Oprah Winfrey als Gloria Gaines. De aanleiding tot de film is een bijdrage uit de The Washington Post - A Butler Well Served by This Election (2008) - van Wil Haygood, in de aanloop naar de presidentiële verkiezingen van 2008.
Allen kwam zelf in 2009 - samen met andere collega's - in beeld in de DVD-documentaire Workers at the White House.